# Ommatolampinae
Ommatolampinae es una subfamilia de insectos ortópteros caelíferos perteneciente a la familia Acrididae. Se encuentran en América.

## Géneros
Según Orthoptera Species File (2 de abril de 2010):
- Abracrini Amédégnato 1974
  -     - Abracris Walker, 1870
    - Agesander Stål, 1878
    - Arimacris Matiotti da Costa & Carvalho, 2006
    - Caruaruacris Matiotti da Costa & Carvalho, 2006
    - Eujivarus Bruner, 1911
    - Eusitalces Bruner, 1911
    - Ixalotettix Amédégnato & Descamps, 1979
    - Jodacris Giglio-Tos, 1897
    - Liebermannacris Matiotti da Costa & Carvalho, 2006
    - Monneacris Amédégnato & Descamps, 1979
    - Omalotettix Bruner, 1906
    - Orthoscapheus Bruner, 1906
    - Parasitalces Bruner, 1911
    - Psiloscirtus Bruner, 1911
    - Rhachicreagra Rehn, 1905
    - Robustusacris Matiotti da Costa & Carvalho, 2006
    - Roppacris Amédégnato & Descamps, 1979
    - Salvadoracris Matiotti da Costa & Carvalho, 2006
    - Sitalces (animal)Sitalces Stål, 1878
    - Teinophaus Bruner, 1908
    - Xiphiola Bolívar, 1896
- Aspidophymini Bolívar, I. 1884
  -     - Alemacris Amédégnato & Descamps, 1979
    - Aspidophyma Bolívar, 1884
    - Hyalinacris Amédégnato & Poulain, 1998
    - Loepacris Descamps & Amédégnato, 1973
    - Malezacris Amédégnato & Poulain, 1998
    - Thamnacris Descamps & Amédégnato, 1972
- Clematodinini Amédégnato 1974
  -     - Clematodina Günther, 1940
    - Rehnuciera Carbonell, 1969
- Ommatolampini Brunner von Wattenwyl 1893
  - Ommatolampina Brunner von Wattenwyl 1893
    - Episomacris Carbonell & Descamps, 1978
    - Eucosmetacris Carbonell & Descamps, 1978
    - Eulampiacris Carbonell & Descamps, 1978
    - Hippariacris Carbonell & Descamps, 1978
    - Kyphiacris Carbonell & Descamps, 1978
    - Lamiacris Carbonell & Descamps, 1978
    - Leptopteracris Carbonell & Descamps, 1978
    - Nepiopteracris Carbonell & Descamps, 1978
    - Ommatolampis Burmeister, 1838
    - Peruana Koçak & Kemal, 2008
    - Ronderosacris Carbonell & Descamps, 1978
    - Stenelutracris Carbonell & Descamps, 1978
    - Tingomariacris Carbonell & Descamps, 1978

  - Oulenotacrina Descamps, 1979
    - Agrotacris Descamps, 1979
    - Anablysis Gerstaecker, 1889
    - Ananotacris Descamps, 1978
    - Antiphanes Stål, 1878
    - Barypygiacris Descamps, 1979
    - Demochares Bolívar, 1906
    - Eurybiacris Descamps, 1979
    - Hysterotettix Descamps, 1979
    - Odontonotacris Descamps, 1978
    - Pseudhypsipages Descamps, 1977

  - Vilernina Brunner von Wattenwyl 1893
    - Acridocryptus Descamps, 1976
    - Aptoceras Bruner, 1908
    - Bryophilacris Descamps, 1976
    - Cryptacris Descamps & Rowell, 1984
    - Hypsipages Gerstaecker, 1889
    - Nicarchus Stål, 1878
    - Rhabdophilacris Descamps, 1976
    - Sciaphilacris Descamps, 1976
    - Sclerophilacris Descamps, 1976
    - Agenacris Amédégnato & Descamps, 1979
    - Caletes Redtenbacher, 1892
    - Leptomerinthoprora Rehn, 1905
    - Leticiacris Amédégnato & Descamps, 1978
    - Locheuma Scudder, 1897
    - Lysacris Descamps & Amédégnato, 1972
    - Machaeropoles Rehn, 1909
    - Pseudovilerna Descamps & Amédégnato, 1989
    - Sciponacris Descamps, 1978
    - Vilerna Stål, 1873
- Pauracrini Amédégnato 1974
  -     - Ateliacris Descamps & Rowell, 1978
    - Christenacris Descamps & Rowell, 1984
    - Pauracris Descamps & Amédégnato, 1972
- Pycnosarcini Liebermann 1951
  -     - Apoxycephalacris Amédégnato & Descamps, 1978
    - Pycnosarcus Bolívar, 1906
- Syntomacrini Amédégnato 1974
  - Caloscirtina Descamps, 1979
    - Adelacris Descamps & Amédégnato, 1972
    - Anoptotettix Amédégnato & Descamps, 1979
    - Beoscirtacris Descamps, 1977-1979
    - Calohippus Descamps, 1978
    - Caloscirtus Bruner, 1911
    - Eugenacris Descamps & Amédégnato, 1972
    - Hylescirtacris Descamps, 1978
    - Machigengacris Descamps, 1977
    - Miacris Descamps, 1981
    - Microtylopteryx Rehn, 1905
    - Ociotettix Amédégnato & Descamps, 1979
    - Ortalacris Descamps & Amédégnato, 1972
    - Oteroa Amédégnato & Descamps, 1979
    - Oyampiacris Descamps, 1977
    - Pseudanniceris Descamps, 1977
    - Stigacris Descamps, 1977

  - Syntomacrina Amédégnato 1974
    - Anniceris Stål, 1878
    - Deinacris Amédégnato & Descamps, 1979
    - Osmiliola Giglio-Tos, 1897
    - Phaulacris Amédégnato & Descamps, 1979
    - Pollostacris Amédégnato & Descamps, 1979
    - Pseudococama Descamps & Amédégnato, 1971
    - Rhabdoscirtus Bruner, 1911
    - Rhopsotettix Amédégnato & Descamps, 1979
    - Rhyphoscirtus Amédégnato & Descamps, 1979
    - Seabracris Amédégnato & Descamps, 1979
    - Syntomacrella Descamps, 1978
    - Syntomacris Walker, 1870
    - Xiphidiopteron Bruner, 1910

  - sous-tribu indeterminada
    - Amblyxypha Uvarov, 1925
    - Amblyxypha Uvarov, 1925
- tribu indeterminada
  -     - Beckeracris Amédégnato & Descamps, 1979
    - Lagidacris Amédégnato & Descamps, 1979
    - Leptalacris Descamps & Rowell, 1978
    - Reyesacris Descamps & Amédégnato, 1989
    - Tergoceracris Perez-Gelabert & Otte, 2003